# Поверхность Безье

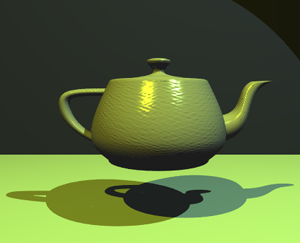
В компьютерной графике построение поверхности Безье на трёхмерных объектах позволяет сгладить неровности фигуры.

Поверхность Безье — параметрическая поверхность, используемая в компьютерной графике, автоматизированном проектировании, и моделировании. Это одно из распространённых пространственных обобщений кривой Безье.
При кусочном моделировании (patch modeling) для задания и изменения формы куска, представляющего собой пространственную решетку из сплайнов или многоугольников, применяется сеть контрольных точек. Эти точки управления, также известные как контрольные вершины (control vertices — CV) оказывают на гибкую поверхность куска подобное магнитному влияние, при котором поверхность растягивается в том или ином направлении. Кроме того, куски можно и дальше подразделять на элементы для достижения большего разрешения и «сшивать» друг с другом, тем самым создавая сложные объёмные поверхности. Так же, как и сплайновые, кусочные модели используются при создании органических форм.

## Уравнение поверхности

Поверхность Безье

Поверхность Безье порядка {\displaystyle (n,m)} задаётся {\displaystyle (n+1)\cdot (m+1)} контрольными точками {\displaystyle \mathbf {P} _{i,j}}. Точки поверхности рассчитываются следующей параметризацией: 

{\displaystyle \mathbf {p} (u,v)=\sum _{i=0}^{n}\sum _{j=0}^{m}B_{i}^{n}(u)\;B_{j}^{m}(v)\;\mathbf {P} _{i,j}},
где {\displaystyle u,v\in (0,1)}, а {\displaystyle B} — многочлены Бернштейна: 

{\displaystyle B_{i}^{n}(u)={n \choose i}\;u^{i}(1-u)^{n-i}={\frac {n!}{i!(n-i)!}}\;u^{i}(1-u)^{n-i}}
Наиболее часто используются бикубические поверхности Безье {\displaystyle (n=m=3)}, задающиеся шестнадцатью контрольными точками.